# Ichthyomys tweedii
Ichthyomys tweedii е вид бозайник от семейство Хомякови (Cricetidae).

## Разпространение
Видът е разпространен в Еквадор и Панама.